# Opuntia azurea
Opuntia azurea là một loài thực vật có hoa trong họ Cactaceae. Loài này được Rose mô tả khoa học đầu tiên năm 1909.